# Pseudopisinna
Genre
Pseudopisinna est un genre de mollusques gastéropodes de la famille des Cingulopsidae. L'espèce type est Pseudopisinna gregaria.

## Systématique
Le genre Pseudopisinna a été créé en 1981 par les malacologistes australiens Winston F. Ponder (d) et E. K. Yoo (d)

## Liste d'espèces
Selon World Register of Marine Species (9 décembre 2021) :
- Pseudopisinna alvea (Laseron, 1950)
- Pseudopisinna balteata Ponder & Yoo, 1981
- Pseudopisinna costata Ponder & Yoo, 1981
- Pseudopisinna gregaria (Laseron, 1950) - espèce type

## Étymologie
Le nom générique, Pseudopisinna, fait référence à la ressemblance de ce genre avec le genre Pisinna Monterosato, 1878.

## Publication originale
- (en) W. F. Ponder et E. K. Yoo, « A review of the genera of the Cingulopsidae with a revision of the Australian and tropical Indo-Pacific species (Mollusca: Gastropoda: Prosobranchia) », Records of the Australian Museum, Sydney, Australian Museum et Shane F. McEvey (d), vol. 33, no 1,‎ 1980, p. 1-88 (ISSN 0067-1975 et 2201-4349, OCLC 1385608, DOI 10.3853/J.0067-1975.33.1980.275, lire en ligne).